# 우학문화재단
우학문화재단은 예술품을 통하여 민족문화사업, 육영사업, 사회복지사업을 시행함으로써 세계문화속에 우리의 우수한 민족문화를 정립시키고 인류공영에 이바지하고, 국가의 번영과 발전에 공헌하기 위하여 1996년 10월 17일 설립된 문화체육관광부 소관의 재단법인이다. 사무실은 경기도 성남시 분당구 황새울로 332, 6층 (서현동, 용인대학교)에 있다.

## 주요 업무
- 박물관, 미술관 건립운영
- 문화, 예술과 교육학술단체의 지원
- 공원묘원 운영 및 위탁관리사업